# Teairra Marí
Teairra Mari Thomas (ur. 2 grudnia 1987) – amerykańska wokalistka R&B, w 2005 roku zasłynęła dzięki utworom "Make Her Feel Good" oraz "No Daddy".

## Dyskografia
- 2005: Roc-A-Fella Presents: Teairra Marí
- 2008: Second Round